# Tympanuchus lulli
Tympanuchus lulli — викопний вид куроподібних птахів родини Фазанові (Phasianidae), що існував у плейстоцені в Північній Америці. Викопні рештки виду знайдені у селищі Горнерстаун, штат Нью-Джерсі, США. Описаний по плечовій кістці.